# Die Mondverschwörung
Die Mondverschwörung ist ein deutscher Dokumentarfilm vom Regisseur Thomas Frickel aus dem Jahr 2011.

## Handlung
Dennis Mascarenas, Chefreporter des deutschsprachigen amerikanischen Fernsehsenders DDC-TV, soll herausfinden, was die Deutschen mit dem Mond vorhaben. Ausgehend von der Frage, wem der Mond denn eigentlich gehört, gerät er bei seiner  Recherche-Reise über anfänglich harmlose und teilweise auch rein kommerzielle Spielarten der Mond-Gläubigkeit mit jedem neuen Interview tiefer in eine Parallel-Welt der Esoterik und der Verschwörungstheorien, bis er zuletzt auf die extremen Weltbilder der rechten Esoterik stößt und sich – selbst schon leicht verwirrt – in Neuschwabenland auf die Suche nach angeblich dort vorhandenen „reichsdeutschen Basen“ macht.
Der Reporter führt seine Gesprächspartner – unter anderem Pierre Krebs und Axel Stoll – nicht vor, sondern er hört ihnen mit großem Ernst aufmerksam zu und lässt sich auf ihre Hypothesen ein. Teilweise stellt er Verständnisfragen, aber er kommentiert und bewertet nicht. Damit entlockt er den Interviewten freimütige Bekenntnisse und lässt seinen Zuschauern doch die Möglichkeit, eine eigene Haltung zu diesen Aussagen zu entwickeln.

## Hintergrund
Der Film ist der Nachfolgefilm von Deckname Dennis, er wurde am 20. Juni 2010 beim Festival des Deutschen Films in Ludwigshafen uraufgeführt. Kinostart war am 21. April 2011. Im Internet kursieren mehrere nicht für den Film verwendete DDC-Interviews als so genannte „Outtakes“.
Anfang Dezember 2011 startete die Produktionsfirma eine Crowdfunding-Aktion, um den Film auf Doppel-DVD mit Booklet und 209 Minuten Bonus-Material (Outtakes, Making-of-Szenen, ungeschnittene Interviews etc.) herauszubringen. Dabei konnte man neben der DVD je nach Spendenhöhe weitere Besonderheiten wie Filmplakate, Requisiten und „Grundstücke“ auf dem Mond der im Film gezeigten Lunar Embassy erwerben. Die weitgehend ungekürzten Interviewpassagen des Bonus-Materials belegen, dass die dokumentarischen Szenen der Mondverschwörung in keiner Weise entstellt oder überzeichnet sind. Die DVD erschien am 25. Juni 2012. Sie ist bewusst nicht im Handel, sondern nur direkt beim Produzenten erhältlich.
In einem Podcast-Interview sagte Regisseur Thomas Frickel, dass mit den Dreharbeiten bereits 2005 angefangen wurde. Sämtliche Aufnahmen wurden auf 16-mm-Film gedreht, bei jedem Interview-Partner sind etwa zwei bis drei Stunden Rohmaterial entstanden. Insgesamt betrugen die Kosten des Filmes zwischen 340.000 und 350.000 Euro.

## Auszeichnungen
Deutsche Film- und Medienbewertung (FBW) 2011
- Prädikat wertvoll[6]